# Дубровський Дмитро Миколайович
Дмитро Миколайович Дубровський (нар. 27 серпня 1937, м. Речиця — пом. 10 квітня 1993, м. Речиця) — радянський футболіст, нападник.
Виступав за клуби «Спартак» (Мінськ), ЦСКАМО/ЦСКА (Москва), «Молдова» (Кишинів), «Зеніт» (Ленінград), «Карпати» (Львів), «Верховина» (Ужгород).